# Farma wiatrowa Mill Creek
Farma wiatrowa Mill Creek – farma wiatrowa w dolinie Ohariu (Nowa Zelandia) o mocy 59,8 MW.

## Lokalizacja
Farma znajduje się niedaleko Wellington w dolinie Ohariu.

## Historia
Projekt farmy wiatrowej Mill Creek został zaskarżony przez mieszkańców doliny Ohariu, którzy złożyli apelację do sądu ds. środowiska. Ten w sierpniu 2011 roku zatwierdził zezwolenia na budowę z limitem 26 turbin w stosunku do proponowanych 31 turbin.
Budowę rozpoczęto w styczniu 2013 roku, przebiegała ona w czterech fazach. Pierwszą była budowa dróg do transportu ciężkich turbin na teren farmy wiatrowej. Powstała nowa droga wraz z modernizacją istniejących dróg publicznych w dolinie Ohariu. Drugi etap obejmował budowę wewnętrznych dróg dojazdowych oraz napowietrznych i podziemnych linii przesyłowych w celu dostarczania energii do sieci krajowej. Montaż, instalacja i podłączenie turbin to kolejna trzecia faza. Turbiny zostały dostarczone na początku 2014 roku. Instalacja i podłączenie 26 turbin zajęło mniej niż dziewięć miesięcy. Ostatnia faza obejmowała testowanie turbin pod kątem hałasu i wydajności przed uruchomieniem. Farma została uruchomiona we wrześniu 2014 roku. 

## Właściciel
Projekt o wartości 169 milionów dolarów jest własnością i jest rozwijany przez Meridian Energy, największego producenta energii w Nowej Zelandii.  Firma posiada w Nowej Zelandii 6 farm wiatrowych: Te Uku, West Wind, Mill Creek, Te Āpiti, White Hill, Brooklyn.

## Produkcja
26 turbin Siemens SWT-2.3MW-82 VS generuje do 59,8 megawatów energii elektrycznej, produkując wystarczającą ilość energii elektrycznej rocznie dla około 30 000 domów w Nowej Zelandii.